# Татарка (приток Ницы)
Татарка — река в России, протекает по Свердловской области. Устье реки находится в 222 км по левому берегу реки Ница. Длина реки составляет 19 км.
В 12 км от устья по левому берегу впадает река Чистая.

## Данные водного реестра
По данным государственного водного реестра России относится к Иртышскому бассейновому округу, водохозяйственный участок реки — Ница от слияния рек Реж и Нейва и до устья, речной подбассейн реки — Тобол. Речной бассейн реки — Иртыш.
Код объекта в государственном водном реестре — 14010501912111200006913.